# 14835 Holdridge
14835 Holdridge eller 1987 WF1 är en asteroid i huvudbältet som upptäcktes den 26 november 1987 av det amerikanska astronom paret Eugene M. och Carolyn S. Shoemaker vid Palomar-observatoriet. Den är uppkallad efter Mark E. Holdridge.
Asteroiden har en diameter på ungefär 7 kilometer och den tillhör asteroidgruppen Phocaea.